# Chrysanthemum indicum
Pour les articles homonymes, voir Camomille (homonymie).
Espèce
Classification phylogénétique

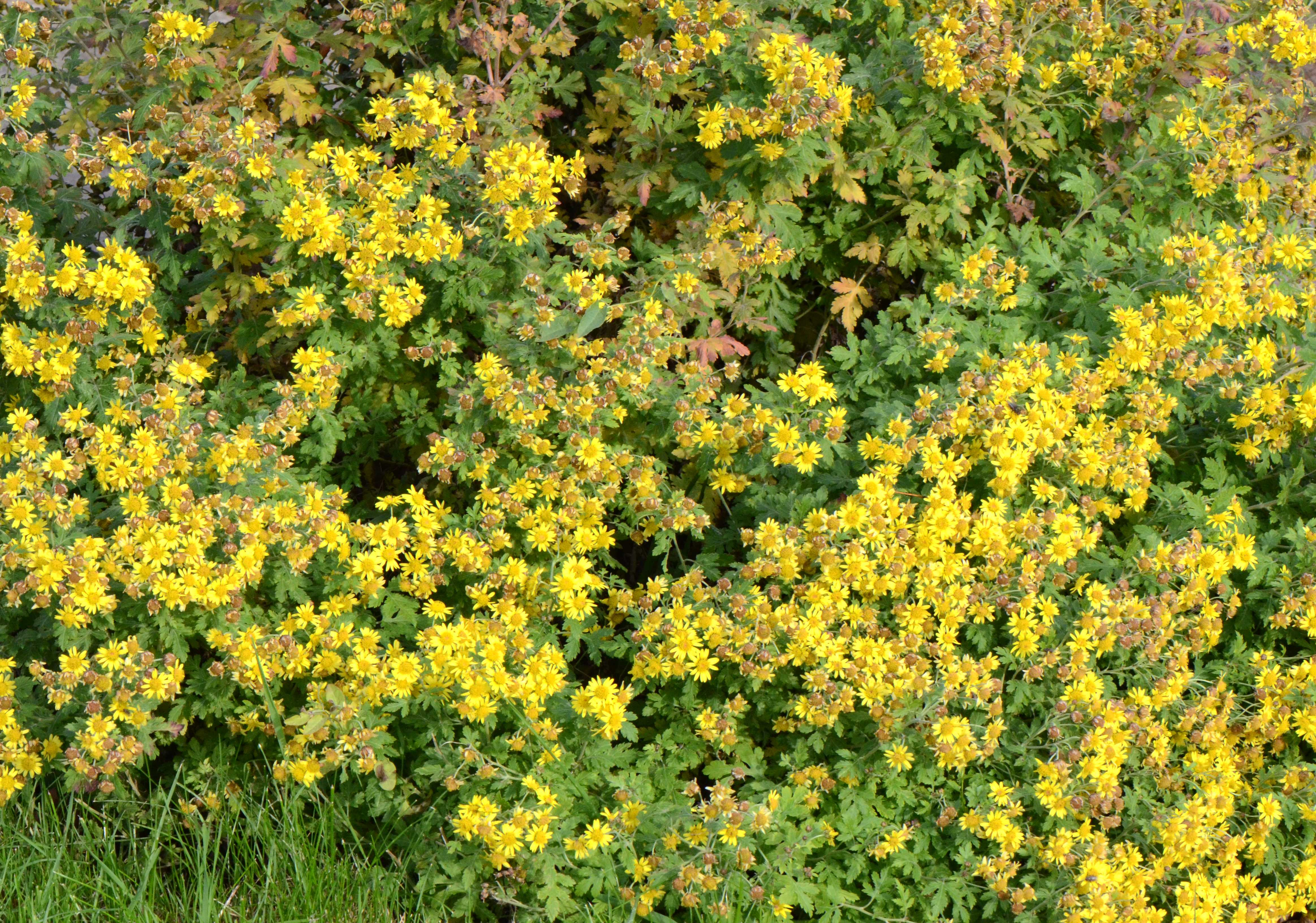
Chrysanthemum indicum, type sauvage, à petites fleurs, au Jardin des Plantes de Paris.

La Camomille de Chine ou le Chrysanthème d'Inde (Chrysanthemum indicum)  est une espèce de plantes à fleurs du genre Chrysanthemum et de la famille des Asteraceae. Cette plante originaire d'Asie orientale est utilisée depuis l'Antiquité en Chine. Elle est à la base des cultivars des chrysanthèmes des fleuristes (Chrysanthemum × grandiflorum).

## Histoire de la nomenclature
La botanique scientifique européenne s'est formée au XVIIe – XVIIIe siècle, à une époque où le Japon et encore plus la Chine étaient fermés aux étrangers.
Toutefois en 1641, les Japonais entrouvrirent leur pays en octroyant l'île artificielle de Dejima dans la baie de Nagasaki au commerce avec les Hollandais. À cette époque, la puissante Compagnie néerlandaise des Indes orientales, la VOC, était en train de s'implanter solidement en Indonésie. Les habiles commerçants néerlandais vont ainsi pouvoir disposer de deux monopoles en Extrême-Orient : l'accès exclusif au marché japonais et le monopole du commerce des épices fines (macis, muscade, girofle, cannelle).
- Avant 1753 (année de publication de Species Plantarum de Linné)

Le premier auteur européen à mentionner le chrysanthème est Jacobus Breynius (Jacob Breyn) en 1689 dans son Prodromus Plantarum Rariorum. Ce marchand et botaniste de Dantzig le décrit sous le nom de Matricaria japonica maxima, comme une plante à fleurs fort élégantes, doubles, rosées ou rouge clair et existant sous plusieurs variétés. Il affirme dans son ouvrage qu'elle est cultivée en Hollande, mais s'il en fut ainsi, elle dut disparaître car depuis on n'en trouve aucune trace.
L'année suivante, Henry van Rheede van Draakenstein, gouverneur du Malabar Néerlandais et botaniste, publia Hortus Malabaricus qu'il fit rédiger par 25 personnes employées à ses frais. On y trouve aussi une mention d'une plante nommée Tsietti-pu qui sera ultérieurement ramenée à Chrysanthemum indicum par Linné (1753 Sp. Plant.). Plus tard, Joseph Hooker soutiendra dans Flora Indica (1855) qu'en Inde, les Chrysanthemum indicum ne sont connus que dans les jardins.
Mais le premier contact direct avec l'Asie orientale de la part d'un botaniste européen revient à Engelbert Kaempfer qui se rendit à Dejima en 1690-1692. Il donna dans sa flore Amoenitae Exoticae, publiée en 1712, une description du chrysanthème d'automne sous le nom de Matricaria japonica et les noms japonais de kik, kikf ou kikku. Il décrit 8 cultivars à fleurs doubles et note que la plante existe à l'état sauvage et cultivé.
Une autre flore majeure d'Asie du Sud-Est est celle de Rumphius, un marchand et naturaliste ayant été employé à la VOC (Compagnie néerlandaise des Indes orientales) qui fit un catalogue des plantes de l'île d'Amboine (dans les Moluques, Indonésie). L'ouvrage couvrait 1200 espèces dont 930 avec un nom défini et de nombreuses illustrations de qualité et des descriptions en latin et néerlandais. Cette première flore des Moluques fut publiée sous le nom de Herbarium Amboinense (ou Het Amboinsche kruidboek) à titre posthume en 1741 puis 1750.
On y trouve Matricaria sinensis, introduit de Chine où il fleurissait en mai-juin, dit-il. Cultivé en pot, nain, il existe 5 variétés à fleurs blanches, jaunes, verdâtres, petites blanches.
Dans les années 1740, le père d'Incarville envoya de Chine des échantillons de Chrysanthèmes à petites fleurs à Bernard de Jussieu.
- 1753, Species Plantarum de Linné

Dans Species Plantarum,, l'ouvrage à l'origine de la nomenclature moderne, Linné créé le genre Chrysanthemum (repris de Pitton de Tournefort, 1694) auquel il rapporte Chrysanthemum indicum. Ce nom, mentionné pour la première fois, va être considéré jusqu'à l'époque actuelle comme l'espèce principale à l'origine des chrysanthèmes d'automne cultivés. Lorsqu'il rédige sa description, il ne dispose pourtant que d'informations très partielles et hétérogènes. Il cite les spécimens de Rumphius (Matricaria sinensis, plante chinoise importée dans les Moluques), de Rheede (Tsjetti-pu, probablement plante chinoise importée en Inde), ainsi que ceux d'un botaniste anglais, Leonard Plukenet (1641-1706), décédé depuis un demi-siècle et qui n'avait qu'une connaissance de seconde main des Matricaria sinensis qu'il illustra sous forme d'une plante à petites fleurs doubles, de couleur jaune et d'un Chrysanthemum madraspatanum qui lui fut donné par un marchand du nom de Du Bois qui commerçait avec les Indes Orientales. Linné mentionne aussi la description qu'il avait faite dans Flora Zeylanica (1747) d'un spécimen de l'herbier collecté par Hermann entre les années 1670 et 1677, dans l'île de Ceylan (un Matricaria sinensis à grosses fleurs).
Tous les chrysanthèmes d'automne cultivés en Europe vont provenir d'importations de cultivars de Chine et du Japon, effectuées après 1789, soit 36 ans plus tard. Paradoxalement, le seul auteur les ayant décrites sur place, Kaempfer, ne sera pas cité par Linné. Et celui-ci baptisera malencontreusement ces belles sino-japonaises Chrysanthemum indicum, « chrysanthème des Indes ». Et pour compliquer un peu plus les choses, les botanistes qui viendront par la suite, considéreront que ce terme désigne une espèce sauvage d'Asie orientale et que le complexe d'hybrides horticoles doit être désigné par un autre terme, Chrysanthemum × grandiflorum.
Le naturaliste Thunberg, ancien élève de Linné, se rendra lui aussi à Dejima, en 1775-1776, comme chirurgien. Dans l'édition de 1784 de Flora Japonica, il mentionne Chrysanthemum indicum, Kik, Kikf vel Kikku,. Il note qu'il est très cultivé dans les maisons et les jardins, qu'on le trouve à l'état sauvage et qu'il fleurit durant l'été et l'automne.

## Description

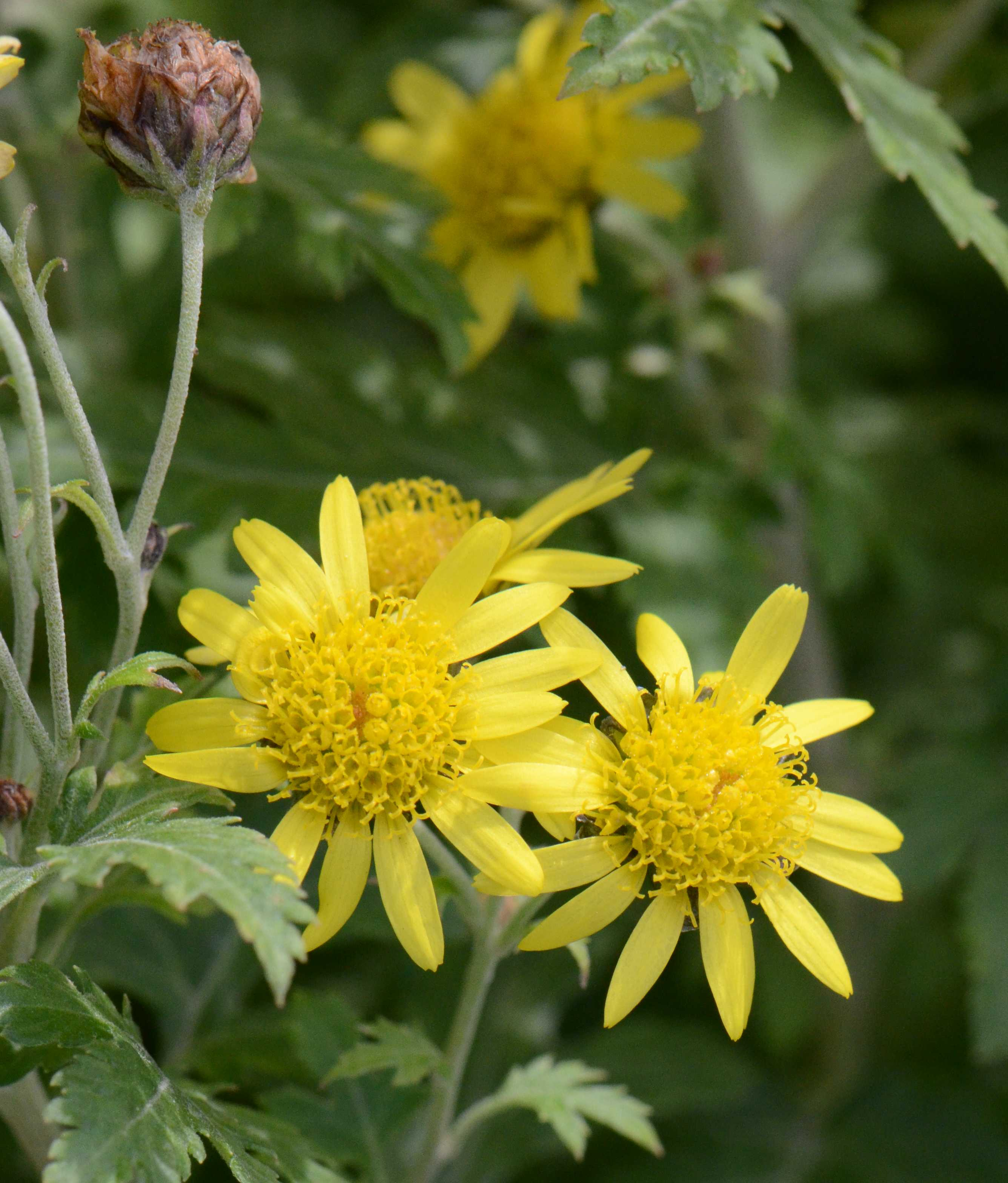
Chrysanthemum indicum, type sauvage, avec des capitules d'environ 15 mm de diamètre (on voit les styles bifides émerger des fleurons), Jardin des Plantes de Paris.

Le Chrysanthemum indicum est une plante vivace de 0,25 à 1 mètre de haut avec un rhizome superficiel.
Les feuilles sont portées par un pétiole de 1 à 2 cm de long. Le limbe est ovale à elliptique-ovale, de 3-7 × 2-4 cm, pubescent, pennatifide, pennatilobé ou légèrement lobé, la base est tronquée.
Les capitules sont rassemblées en cyme terminale lâches. Le capitule est entouré d'un involucre formé de 5 rangées de bractées (phyllaries), scareuses. Il existe deux types de fleurons :
- les fleurons périphériques femelles, fertiles, portant une corolle en tube prolongé latéralement par une languette (la ligule), jaune, de 1 à 1,3 cm de long, à l'apex à 3 dents,
- les fleurons centraux, bisexués (hermaphrodites), avec la corolle tubulaire, jaune, et l'apex à 5 dents.

C'est une espèce allogame ; la fécondation se fait par les insectes.
Les fruits sont des akènes de 1,5 - 1,8 mm, subtérètes ou obovoïdes, sans pappus.

## Distribution
Cette plante est originaire de Chine, Corée et Japon. En Chine, elle se répartit sur pratiquement tout le territoire sauf les parties désertiques de l'est.

## Culture
Le Chrysanthemum indicum est un des parents principaux du chrysanthème des fleuristes. Ces milliers de cultivars forment un complexe d'hybrides énorme qui est aussi connu sous le nom de Chrysanthemum grandiflorum, nom donné par Broussonet en 1805 (Elenchus Plantarum Horti Botanici Monspeliensis 15) basé sans le dire, sur la description de Ramatuelle de Anthemis grandiflora Ramatuelle.
Chrysanthemum indicum se reproduit par fécondation croisée entre individus distincts (allogamie) et croissance clonale à partir de rhizomes.

## Utilisation
Les parties aériennes de Chrysanthemum indicum (fleurs, feuilles et tiges) sont utilisées en Médecine traditionnelle chinoise pour traiter les vertiges, les symptômes de l'hypertension et plusieurs maladies infectieuses.
La majorité des Chrysanthemum indicum médicinaux sont encore récoltés dans la nature.
Les Hmongs du Laos utilisent les jeunes feuilles (têtes) en bouillon de poule (régime d'une semaine) pour redonner de l'énergie aux mères qui viennent d'accoucher.[réf. nécessaire]